# Die schwarze Wolke
Die schwarze Wolke (Originaltitel The Black Cloud) ist ein Science-Fiction-Roman des britischen Astrophysikers Sir Fred Hoyle, der als Kritiker den Begriff Big Bang (Urknall-Theorie) prägte, aus dem Jahre 1957. Das Buch erschien ursprünglich im Verlag Heinemann. In Deutschland erschien Die schwarze Wolke 1958 bei Kiepenheuer & Witsch.
Mit diesem Roman, der sich an breitere als nur wissenschaftliche Leserschichten wandte, erzählte er die Begegnung der Menschheit mit einer außerirdischen Lebensform von gigantischem Ausmaß: einer schwarzen Gas/Materie-Wolke, die in unser Sonnensystem eindringt und durch Verdunkelung der Sonne eine Bedrohung für die Existenz der Menschheit auf der Erde darstellt.

## Handlung
Im Jahre 1964 beobachten Astrophysiker auf der Erde eine Abdunklung von Sternen auf fotografischen Aufnahmen des Sternenhimmels. Sie identifizieren als Ursache eine sich schnell nähernde, riesige Gas- und Staubwolke, die sich genau auf die Erde zubewegt und durch ihre gigantischen Ausmaße die hinter ihr liegenden Sterne verdeckt. Schnell werden Regierungen in aller Welt eingeschaltet, die zunächst die Entdeckung verheimlichen, jedoch ein geheimes Forschungslabor in Nortonstowe, einem fiktiven Ort in der Grafschaft Gloucestershire (England), einrichten, um die schwarze Wolke während ihrer monatelangen Annäherung weiter zu beobachten. Im Roman spielen hauptsächlich nur die Regierungen der USA und des Vereinigten Königreichs eine Rolle.
Unerwarteterweise verlangsamt die Wolke ihre Annäherung und stoppt schließlich sogar ganz, sie verdeckt so das gesamte Sonnenlicht auf der Erde, wodurch es zu Hungersnöten und Klimakatastrophen kommt.
Insbesondere die unerwartete Verlangsamung der Wolke lässt die Wissenschaftler zu dem Schluss kommen, dass sie intelligentes Leben darstellt, und sie beginnen, mit primitiven Funksignalen Kontakt zu ihr aufzunehmen. Die Wolke versteht die Signale und antwortet. Die von ihr eintreffenden Signale werden mithilfe eines Computers in hörbare Stimme umgewandelt. Es stellt sich heraus, dass die Wolke ein intelligenter Superorganismus ist, der völlig überrascht ist, „primitive Lebensformen“ wie die Menschheit auf einem festen Planeten wie der Erde vorzufinden. Sie rekonfiguriert sich, um wieder Sonnenlicht durchzulassen, und die Menschheit ist gerettet. Obwohl hierdurch die für die Menschheit nachteiligen Effekte reduziert wurden, misstrauen einige Regierungen der Wolke und bereiten eine Attacke auf sie mit Nuklearwaffen vor. Nachdem die Wissenschaftler diese Tatsache der Wolke mitgeteilt hatten, kehrt die Wolke die Flugrichtung der Waffen um und lenkt sie auf ihre Ausgangspunkte zurück, unternimmt jedoch keinen anderweitigen Gegenangriff.
Auf die Frage der Forscher, woher die Wolke stamme, antwortet sie, sie habe schon immer existiert. Einer der Forscher stellt fest, dass dies der Urknall-Theorie entgegenlaufe.
Die Wolke informiert die Wissenschaftler, dass ihre Kommunikation mit einer anderen, ebenso intelligenten Wolke, plötzlich abgerissen sei. Dies sei schon mehrfach geschehen und ein auch für die Wolken ewiges Rätsel. Die Wolke entscheidet sich, das Sonnensystem zu verlassen, um den Verbleib der anderen Wolke zu erforschen. Während der letzten noch verbleibenden Tage vor ihrem Verschwinden versuchen zwei der Wissenschaftler, sich das Wissen der Wolke zu eigen zu machen, um weitere Einsichten in das Universum zu erhalten, sie sterben aber bei dem Versuch.

## Gesellschaftliche Aspekte
Der Roman enthält zahlreiche Abschnitte, die Politiker als störende, oft dumme Menschen kritisieren, die das „weise Handeln“ der Wissenschaft nur unnötig stören. Außerdem werden Menschen mit anderen Berufen, insbesondere Gärtner, als dümmer/minderwertiger dargestellt, wohingegen sich die gebildeten Wissenschaftler mit Beethoven-Sonaten unterhalten und diese auch der Wolke zum Beweis der Intelligenz der Menschheit vorspielen. Am Ende des Romans überlegen die Wissenschaftler, ob nicht ein dummer Gärtner besser zur Aufnahme des Wissens der Wolke geeignet gewesen wäre. Der Roman erwähnt einen indisch/chinesischen Grenzkonflikt, der nach Erholung der Lage friedlich beigelegt wird.

## Rezeption

### Hörspiele
Es existieren zwei deutsche Hörspielfassungen dieses Werkes. Bereits im Jahr 1958 entstand eine zweiteilige Produktion vom SWF. Hierfür wurde die Übersetzung von Helmut Degner verwendet. Die Funkbearbeitung stammte von Hubert von Bechtolsheim und Ernst von Khuon. Die Musik komponierte Johannes Aschenbrenner. Unter der Regie von Marcel Wall sprachen Hans Söhnker (McNeil), Hans Christian Blech (Kingsley), Fritz Schröder-Jahn (Marlowe), Charles Regnier (Parkinson), Gisela Höter (Ann), Wilhelm Kürten (Herrick), Kurt Lieck (Royal Astronomer), Walter Hilsbecher (Leicester), Herbert Fleischmann (Weichart), Dieter Eppler (Jensen), Friedrich von Bülow (Smith), Hanns Bernhardt (Barnett) und Nikolai Baschkoff (Alexandrow). Die gesamte Spieldauer beträgt 131:35 Minuten.
Die zweiteilige Hörspielfassung vom WDR aus dem Jahre 1966 entstand nach einer Übersetzung von Helmut Degner und Bearbeitung von Hein Bruehl, unter der Regie von Otto Düben mit den Sprechern/Sprecherinnen Horst Frank (Chronist), Erwin Linder (Geoff Marlowe), Michael Degen (Dave Weichart), Hermann Lenschau (Kingsley), Hans Quest (F. Parkinson), Franz-Josef Steffens (Joe Stoddard), Ursula Langrock (Ivette Hedelfort), Hansjörg Felmy (Harry Leicester), Kurt Lieck (Bill Marlborough), Karl-Heinz Martell (Knut Jensen), Wolfgang Engels (Dr. Herrick), Angela Schmid (Ann Halsey), Rudolf Jürgen Bartsch (Astronomer Royal). Das Hörspiel dauert 83:09 Minuten. Es wandelt den Schluss des Romans leicht ab: Der Nuklearwaffenangriff wurde weggelassen und es stirbt auch nur ein Wissenschaftler. Diese Fassung wurde bei archive.org archiviert und zum Download bereitgestellt, jedoch dort irrtümlich mit der Beschreibung des SWF-Hörspiels von 1958 versehen.

### Buchkritiken
- The Spectator, 1957: "The Black Cloud is a splendid affair, as good as Mr. Hoyle's other bland and thrilling manifesto about the new cosmology, The Nature of the Universe."[8]
- Der Spiegel, 1958: „In einer Rundfunksendung, in der er sein Debüt als Roman-Autor rechtfertigte, erklärte Hoyle, es habe ihm mißfallen, daß die Science-fiction-Schreiber das All meist mit Kreaturen bevölkerten, die gar zu sehr irdischen Wesen ähneln. [...] Der Astrophysiker Hoyle bemüht sich dagegen, seinen Roman von solchen primitiven Vermenschlichungen frei zu halten. Er postuliert, daß es im Weltall superintelligente Wesen geben kann, die weder Mensch noch Tier gleichen: sogenannte kosmische Dunkelwolken mit einem Durchmesser von ein paar hundert Millionen Kilometern.“[3]
- The Independent, 2010: „The characterisation (Kingsley apart) is perfunctory, and there are too many passages in which theories are explained, questioned and defended by characters who become little more than mouthpieces. But if the emphasis is on the science rather than the fiction, there are indeed few sci-fi novels to touch it.“[9][2]

### Weiteres
Die Berechnungen zur Annäherung der Schwarzen Wolke sind als Rechenaufgaben 19 und 20 (Seite 31ff.) im Buch Zum Nachdenken: Unser Sonnensystem / Astronomische Aufgaben aus 35 Jahren Sterne und Weltraum von Axel M. Quetz und Stefan Völker zum Nachvollziehen aufbereitet.

## Ausgaben
- The Black Cloud. A Story by the Leading Astronomer. Heinemann, London 1957, ISBN 0-451-11432-9.
- Die schwarze Wolke. Übers. von Helmut Degner. Kiepenheuer & Witsch, Köln 1958[11].
  - Neuauflage 1964 durch Heyne Verlag, München in Lizenz von Kiepenheuer & Witsch[11].
  - Neuauflage 1970 durch Heyne Verlag, München in Lizenz von Kiepenheuer & Witsch[11].
- Die schwarze Wolke. (= Ullstein-Buch. 3355). Übers. von Helmut Degner. Ullstein, Frankfurt am Main 1977[11], ISBN 3-548-03355-5
- The Black Cloud. (= Penguin Modern Classics). With a new foreword by Geoffrey Hoyle. Penguin, London  2014, ISBN 0-141-19640-8